# 綠牡丹 (明代傳奇)
《綠牡丹》，明末传奇，戲劇家吴炳著。

## 簡介
一般認為《绿牡丹》是内阁首辅温体仁之弟溫育仁為了報復復社，而委托吴炳著写的作品。因温育仁想入復社，未被接纳，反被拒之门墙之外，讓溫育仁怀恨在心。借以此書攻擊复社，浙江社友深感耻辱，致書张溥、张采，要求洗刷，二张专程赴浙会见学臣黎元宽。於是请学使查禁毁版。并追究作者，將温氏家人下狱。但此说待商榷，因為《绿牡丹》或創作於万历四十七年（1619年），复社成立于崇祯元年（1628年）。亦有學者推論吳炳借改寫《綠牡丹》之機反諷溫黨攀附名士。